# Tamnolici zovoj
Tamnolici zovoj (lat. Puffinus opisthomelas) je vrsta morske ptice iz porodice zovoja. Ranije je smatrana podvrstom malog zovoja, ali su zapravo njihovi odnosi nerazjašnjeni. 
Dug je 30-38 cm, s rasponom krila 76-89 cm. Pelagičan je, obitava u Tihom oceanu i Kalifornijskom zaljevu. Malo više vremena provodi na kopnu nego neke njemu srodne vrste, nekad se viđa i na obali. Hrani se malim ribama. Gnijezdi se u jazbinama i špiljama. Gnijezdi se u velikim kolonijama. 

## Vanjske poveznice
|  | Zajednički poslužitelj ima još gradiva o temi Puffinus opisthomelas |
|  | Wikivrste imaju podatke o taksonu Puffinus opisthomelas             |